# Lower Fort Garry
Lower Fort Garry est un lieu historique important du Manitoba. Construit en 1831 par la Compagnie de la baie d'Hudson, c'est le plus ancien fort en pierre subsistant en Amérique du Nord. Il est situé sur la rive ouest de la Rivière rouge à 20 milles du premier Fort Garry (aujourd'hui Winnipeg) qui avait été dévasté par une crue en 1826. Le premier traité entre la Couronne britannique et les premiers habitants de l'ouest canadien a été signé à Lower Fort Garry le 3 août 1871.